# ESO 239-2
ESO 239-2 هو اصطدام مجري، يقع في كوكبة الكركي.

## روابط خارجية
- ESO 239-2 على موقع ويكي سكاي: DSS2, SDSS, GALEX, IRAS, Hydrogen α, X-Ray, Astrophoto, Sky Map, Articles and images